# The Warrens of Virginia

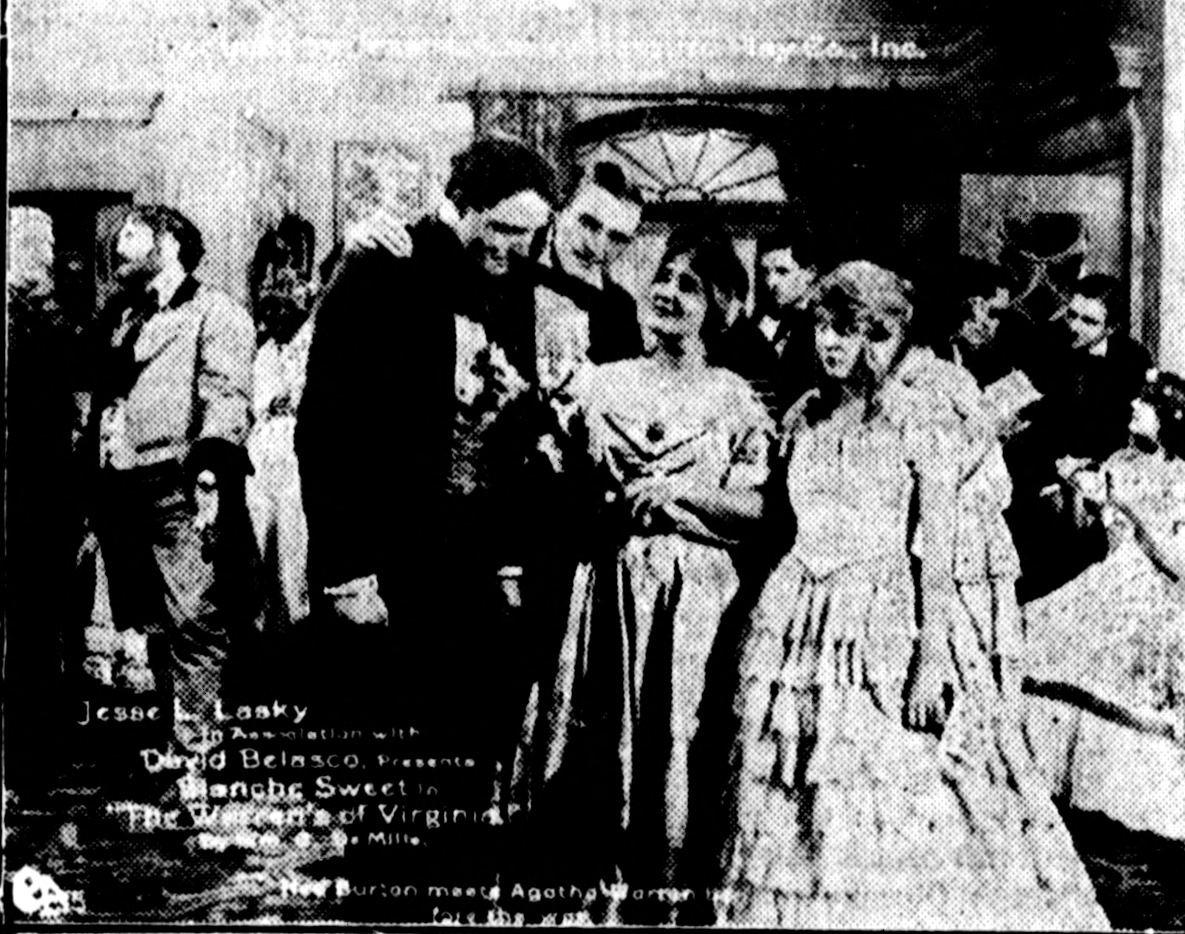
Escena de la película.

The Warrens of Virginia es una película dramática muda estadounidense de 1915 dirigida por Cecil B. DeMille. Copias de la película sobreviven en la George Eastman House Motion Picture Collection.

## Trama
Cuando comienza la guerra civil estadounidense, Ned Burton abandona a su amor sureño, Agatha Warren, y se une al ejército de la Unión. Más tarde, Agatha lo protege y lo salva de la muerte a pesar de su lealtad al Sur.

## Reparto
- Blanche Sweet como Agatha Warren
- James Neill como el general Warren
- Page Peters como Arthur Warren (como P.E. Peters)
- Mabel Van Buren como la señora Warren
- House Peters como Ned Burton
- Dick La Reno como el general Griffin
- Mildred Harris como Betty Warren
- Milton Brown como Zeke Biggs
- Sydney Deane como el general Harding
- Raymond Hatton como Blake
- DeWitt Jennings
- Richard L'Estrange como Bill Peavey (acreditado como Dick La Strange)
- Lucien Littlefield como Tom Dabney